# Martini (vermout)

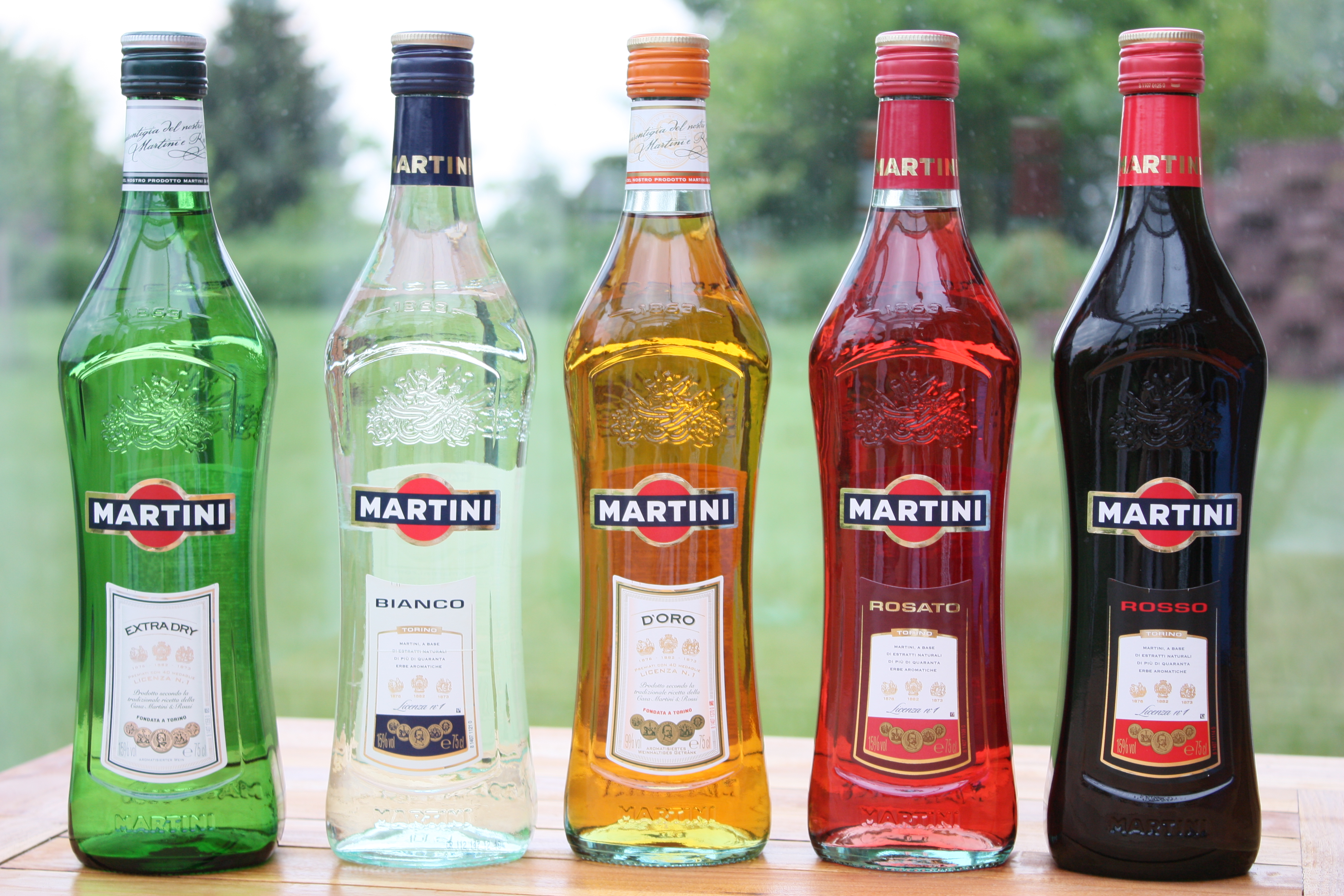
V.l.n.r.: Extra Dry, Bianco, d'Oro, Rosato en Rosso

Martini vermout is een Italiaans vermoutmerk van de distilleerderij Martini & Rossi in Turijn.
De distilleerderij werd opgericht door Alessandro Martini, Luigi Rossi en Teofilo Sola. In 1863 heette het bedrijf Martini, Sola & Cia en in 1879 verkocht de familie Sola hun aandeel aan de overige partners. Het bedrijf kreeg vanaf toen de naam Martini & Rossi. Aan het eind van de 20e eeuw is Martini overgenomen door de rumfabrikant Bacardi.
De Britse componist Christopher Gunning (1944), die voor zijn film- en televisiemuziek verschillende BAFTA Awards won, schreef in 1970 voor het bedrijf de muziek die gedurende dertig jaar in vele verschillende Martini-reclamespotjes met als slagzin 'The right one' gebruikt zou worden.

## Varianten
Het wordt geproduceerd in verschillende varianten:
- Bianco (wit)
- Extra Dry (droge witte)
- d'Oro (goud)
- Rosato (rosé)
- Rosso (zoet/rood)
- Fiero (oranje, op basis van bloedsinaasappels)
- Gold by Dolce and Gabbana (goud)
- Bellini (rose, op basis van perzik)
- Brut
- Rossini (op basis van aardbeien)
- Asti